# Спагеті-вестерн
Спаге́ті-ве́стерн (англ. spaghetti western, дослівно «макаронний вестерн») або ве́стерн по-італі́йськи (італ. western all'italiana) — піджанр кінематографічного жанру вестерн, до якого відносять неамериканські, зокрема італійські фільми, дія яких розгортається на Дикому Заході Америки. Спагеті-вестерни здобули значну популярність у Європі й за її межами в середині 1960-х. Майстром жанру вважається італійський режисер Серджо Леоне.

## Термінологія
В деяких джерелах помилково вживається назва «спагетті-вестерн».
За словами відомого актора спагеті-вестернів, Альдо Сембреля (Alfredo Sánchez Brell), фразу «спагеті-вестерн» придумав іспанський журналіст Альфонсо Санчес (Alfonso Sánchez Izquierdo), посилаючись на відому італійську страву — спагеті. У самій Італії ці фільми називають western all'italiana — вестерн по-італійськи.

## Кіновиробництво
Спагеті-вестерни знімали зазвичай на півдні Іспанії, в пустельних районах, які добре імітували прерії США. У пустелі Табернас існували цілі кінематографічні містечка, збудовані для зйомок у типово американському стилі. Італійські фільми мали невеликий бюджет, порівняно з американськими, й значно відрізнялися від американських через різницю світосприйняття. За період із 1960-х по 1980-ті було знято понад 600 картин.
Першим цілковито італійським вестерном був фільм «Оклахомський терор» (Il terrore dell'Oklahoma,1959) Маріо Амендоли. Найвідоміші й найтиповіші фільми жанру — «доларова трилогія» Серджо Леоне: «За жменю доларів» (1964), «На декілька доларів більше» (1965) та «Хороший, поганий, злий» (1966).
Схожі тенденції спостерігалися в ті роки й у інших країнах світу, породивши такі піджанри вестерну, як червоний вестерн — так називали фільми, зняті в країнах соціалістичного табору, дія яких відбувалася в США, зокрема фільми студії ДЕФА, та істерн — радянські фільми, зняті за законами вестерну, але дія яких відбувалася в СРСР, наприклад, Біле сонце пустелі.